# 高田千種
高田 千種（たかだ ちぐさ、7月19日 - ）は、日本の漫画家。東京都出身。女性。血液型はO型。

## 来歴
鹿取 はやと（かとり はやと）の名義で第70回週刊少年マガジン新人漫画賞を『イン ザ ドリーム』で佳作を受賞。
2004年より高田 亮介（たかだ りょうすけ）名義で『神to戦国生徒会』で『週刊少年マガジン』にて初連載した。
2009年より現在の名義に変更し、『マガジンSPECIAL』にて「女王蜂 〜Vampire Queen Bee〜」を連載した。
現在では活動の場を移し、『オフィスユー』にて「ハケンめし」の読み切りや、『くらげバンチ』にて『トウ狂女子図鑑 ～普通じゃ足りない私たち～』を連載中。

## 作品
- 神to戦国生徒会（週刊少年マガジン、原作：あかほりさとる、単行本全10巻）
- 女王蜂 〜Vampire Queen Bee〜（マガジンSPECIAL、単行本全6巻）
- ハケンめし (オフィスユー、単行本既刊2巻)
- トウ狂女子図鑑 ～普通じゃ足りない私たち～（くらげバンチ、原作：阿部ベア、連載中）